# Graphania innotata
Graphania innotata là một loài bướm đêm trong họ Noctuidae.